# (4342) Freud
(4342) Freud es un asteroide perteneciente al cinturón de asteroides, descubierto el 21 de agosto de 1987 por Eric Walter Elst desde el Observatorio de La Silla, Chile.

## Designación y nombre
Designado provisionalmente como 1987 QO9. Fue nombrado Freud en honor al médico neurólogo austriaco de origen judío, padre del psicoanálisis Sigmund Freud.

## Características orbitales
Freud está situado a una distancia media del Sol de 2,764 ua, pudiendo alejarse hasta 3,019 ua y acercarse hasta 2,508 ua. Su excentricidad es 0,092 y la inclinación orbital 6,079 grados. Emplea 1678 días en completar una órbita alrededor del Sol.

## Características físicas
La magnitud absoluta de Freud es 12,4. Tiene 19,18 km de diámetro y su albedo se estima en 0,051. Está asignado al tipo espectral Xc según la clasificación SMASSII.